# Wereldrevolutie
Wereldrevolutie is het marxistische begrip voor het omverwerpen van kapitalisme in alle landen door middel van bewuste revolutionaire acties van de georganiseerde arbeidersklasse.
Deze revoluties zouden niet noodzakelijk tegelijkertijd plaatsvinden, maar daar waar lokale omstandigheden een revolutionaire partij toestond om de heerschappij van de bourgeois te vervangen, om zo een arbeidersstaat op basis van sociaal eigendom van de productiemiddelen te installeren. In veel marxistische stromingen, zoals het trotskisme, is de wereldwijde klassenstrijd een kritiek element, "socialisme in één land" zal uiteindelijk falen.
Het einddoel is om wereldsocialisme te bereiken, en later staatloos communisme.